# Atika Bouagaa
Atika Bouagaa (* 22. Mai 1982 in Offenburg) ist eine ehemalige deutsche Volleyballnationalspielerin.

## Karriere
Atika Bouagaa begann ihre Karriere in ihrer Heimatstadt beim VC Offenburg und wechselte später nach Sinsheim. Der Verband erkannte ihr Talent und nahm sie in das Olympiateam auf, in dem junge Spielerinnen in der Bundesliga gezielt gefördert werden. Gleichzeitig erlebte sie mit den Juniorinnen zwei Europa- und eine Weltmeisterschaft. 2001 wechselte die Außenangreiferin zum USC Münster. Nun wurde sie auch in die A-Nationalmannschaft berufen, mit der sie 2002 die WM im eigenen Land erlebte. Ein Jahr später konnte sie jedoch bei der EM in der Türkei, als Deutschland den dritten Platz belegte, ihren bisher größten Erfolg feiern. Mit ihrem Verein holte sie 2004 das Double. Anschließend nahm sie mit der DVV-Auswahl nach der als „Wunder von Baku“ gefeierten Qualifikation an den Olympischen Spielen in Athen teil. Nach den Spielen wechselte sie nach Italien zu Volley Modena. Dort fühlte sie sich jedoch nicht wohl und kehrte deshalb 2005 wieder nach Münster zurück. In der Nationalmannschaft legte sie aufgrund von Verletzungen ein Jahr Pause ein. Bei der WM 2006 in Japan war sie wieder dabei, konnte jedoch nicht verhindern, dass die Mannschaft am Ende nur den elften Platz belegte. Im Sommer 2007 gewann sie mit dem Team die europäische Grand-Prix-Qualifikation und belegte bei der EM in Belgien und Luxemburg den sechsten Platz.
In der Saison 2007/08 spielte Atika Bouagaa in Istanbul. 2008 spielte sie dann einige Monate in Madrid bei Voley Sanse Mepaban. Von 2009 bis 2011 spielte sie wieder in Deutschland für Allianz MTV Stuttgart und wurde 2011 DVV-Pokalsieger.

## Privates
Atika Bouagaa ist eines von vier Kindern tunesischer Einwanderer. Im August 2006 wurde die gelernte Versicherungskauffrau vom DOSB zur Integrationsbotschafterin ernannt.